# Дискографія Боба Ділана
Американський співак Боб Ділан випустив 36 студійних альбомів, 91 сингл, 26 notable extended plays, 40 музичних відео, 12 відеоальбомів, 13 томів, які входять у The Bootleg Series, 19 збірок, 13 бокс-сетів, 7 саундтреків, як основний вкладник, 5 музичних домашніх відео і 2 немузичних домашніх відео. Ділан знявся в 6 документальних фільмах, 3 театральних фільмах, з'явився ще у 8 фільмах і 10 домашнє відео і є суб'єктом біографічного фільму-присвячення Шаблон:Нп55. Зібрання його текстів, творів і мемуарів складається з 11 книг, а 2 його пісні оформлені у вигляді дитячих книжок. Брав участь у численних спільних роботах, виступах та триб'ют-альбомах. Альбоми Planet Waves і Before the Flood спочатку вийшли на лейблі Asylum Records; перевиданням цих двох, а також виданням інших записів, займалась фірма Columbia Records.
Ділан був удостоєний багатьох нагород за свої пісні та виступи, найголовніша з яких — Нобелівська премія з літератури 2016 року за весь обсяг роботи. З іншими відзнаками можна познайомитися в статті список нагород Боба Ділана. Значна частина його музики вийшла у вигляді бутлеґів, які можна побачити в статті список бутлеґів Боба Ділана.

## Альбоми

### Студійні альбоми
| 1962                                         | Bob Dylan - Вихід: 19 березня 1962 - Лейбл/Каталог №: Columbia CL-1779 (моно)/Columbia CS-8579 (стерео) - Формат: вініл (моно/стерео) | —  | —  | 13 | : Срібний                             |
| 1963                                         | The Freewheelin' Bob Dylan - Вихід: 27 травня 1963 - Лейбл/Каталог №: Columbia CL-1986 (моно)/Columbia CS-8786 (стерео) - Формат: вініл (моно/стерео) | 22 | —  | 1  | : Платиновий : Золотий                |
| 1964                                         | The Times They Are A-Changin' - Вихід: 13 січня 1964 - Лейбл/Каталог №: Columbia CL-2105 (моно)/Columbia CS-8905 (стерео) - Формат: вініл (моно/стерео) | 20 | —  | 4  | : Золотий                             |
| 1964                                         | Another Side of Bob Dylan - Вихід: 8 серпня 1964 - Лейбл/Каталог №: Columbia CL-2193 (моно)/Columbia CS-8993 (стерео) - Формат: вініл (моно/стерео) | 43 | —  | 8  | : Золотий : Срібний                   |
| 1965                                         | Bringing It All Back Home - Вихід: 22 березня 1965 - Лейбл/Каталог №: Columbia CL-2328 (моно)/Columbia CS-9128 (стерео) - Формат: вініл (моно/стерео) | 6  | —  | 1  | : Платиновий : Золотий                |
| 1965                                         | Highway 61 Revisited - Вихід: 30 серпня 1965 - Лейбл/Каталог №: Columbia CL-2389 (моно)/Columbia CS-9189 (стерео) - Формат: вініл (моно/стерео) | 3  | —  | 4  | : Платиновий : Золотий                |
| 1966                                         | Blonde on Blonde - Вихід: 20 червня 1966 - Лейбл/Каталог №: Columbia C2L-41 (моно)/Columbia C2S-841 (стерео) - Label/Суб-каталоги №: Запис 1: Columbia CL-2516, Запис 2: Columbia CL-2517 (моно) Запис 1: Columbia CS-9316, Запис 2: Columbia CS-9317 (стерео) - Формат: подвійний вініл LP (моно/стерео) | 9  | 4  | 3  | : 2×Платиновий : Платиновий           |
| 1967                                         | John Wesley Harding - Вихід: грудня 27, 1967 - Лейбл/Каталог №: Columbia CL-2804 (моно)/Columbia CS-9604 (стерео) - Формат: вініл (моно/стерео) | 2  | 1  | 1  | : Платиновий : Золотий                |
| 1969                                         | Nashville Skyline - Вихід: 9 квітня 1969 - Лейбл/Каталог №: Columbia 9825 - Формат: вініл | 3  | 2  | 1  | : Платиновий : Золотий                |
| 1970                                         | Self Portrait - Вихід: 8 червня 1970 - Лейбл/Каталог №: Columbia 30050 - Формат: подвійний вініл LP | 4  | 3  | 1  | : Золотий                             |
| 1970                                         | New Morning - Вихід: 19 жовтня 1970 - Лейбл/Каталог №: Columbia 30290 - Формат: вініл | 7  | 4  | 1  | : Золотий                             |
| 1973                                         | Pat Garrett & Billy the Kid - Вихід: 13 липня 1973 - Лейбл/Каталог №: Columbia 32460 - Формат: вініл/касета | 16 | 28 | 29 | : Золотий                             |
| 1974                                         | Planet Waves - Вихід: 17 січня 1974 - Лейбл/Каталог №: Asylum 1003 - Формат: вініл/касета - Перевидання: 1982 - Лейбл/Каталог №: Columbia PC/CK 37637 - Формат: PC-вініл/CK-CD | 1  | 21 | 7  | : Золотий : Срібний                   |
| 1975                                         | Blood on the Tracks - Вихід: 17 січня 1975 - Лейбл/Каталог №: Columbia 32235 - Формат: вініл/касета | 1  | 4  | 4  | : 2×Платиновий : Платиновий           |
| 1976                                         | Desire - Вихід: 5 січня 1976 - Лейбл/Каталог №: Columbia 33893 - Формат: вініл/касета | 1  | 1  | 3  | : 2×Платиновий : Платиновий : Золотий |
| 1978                                         | Street Legal - Вихід: 15 червня 1978 - Лейбл/Каталог №: Columbia 35453 - Формат: вініл/касета | 11 | 5  | 2  | : Золотий : Платиновий                |
| 1979                                         | Slow Train Coming - Вихід: 20 серпня 1979 - Лейбл/Каталог №: Columbia 36120 - Формат: вініл/касета | 3  | 1  | 2  | : Платиновий : 2×Платиновий : Срібний |
| 1980                                         | Saved - Вихід: 20 червня 1980 - Лейбл/Каталог №: Columbia 36553 - Формат: вініл/касета | 24 | 18 | 3  | : Срібний                             |
| 1981                                         | Shot of Love - Вихід: 12 серпня 1981 - Лейбл/Каталог №: Columbia 37496 - Формат: вініл/касета | 33 | 22 | 6  | : Срібний                             |
| 1983                                         | Infidels - Вихід: 27 жовтня 1983 - Лейбл/Каталог №: Columbia 38819 - Формат: вініл/касета | 20 | 6  | 9  | : Золотий : Срібний                   |
| 1985                                         | Empire Burlesque - Вихід: 8 червня 1985 - Лейбл/Каталог №: Columbia 40110 - Формат: вініл/касета/CD | 33 | 7  | 11 | : Золотий                             |
| 1986                                         | Knocked Out Loaded - Вихід: 14 липня 1986 - Лейбл/Каталог №: Columbia 40439 - Формат: вініл/касета/CD | 54 | 27 | 35 |                                       |
| 1988                                         | Down in the Groove - Вихід: 31 травня 1988 - Лейбл/Каталог №: Columbia 40957 - Формат: вініл/касета/CD | 61 | 41 | 32 |                                       |
| 1989                                         | Oh Mercy - Вихід: 18 вересня 1989 - Лейбл/Каталог №: Columbia 45281 - Формат: вініл/касета/CD | 30 | 26 | 6  | : Золотий                             |
| 1990                                         | Under the Red Sky - Вихід: 11 вересня 1990 - Лейбл/Каталог №: Columbia 46794 - Формат: CD/вініл/касета | 38 | 39 | 13 | : Срібний                             |
| 1992                                         | Good as I Been to You - Вихід: 27 жовтня 1992 - Лейбл/Каталог №: Columbia 53200 - Формат: CD/вініл/касета | 51 | —  | 18 |                                       |
| 1993                                         | World Gone Wrong - Вихід: 26 жовтня 1993 - Лейбл/Каталог №: Columbia 57590 - Формат: CD/вініл/касета | 70 | —  | 35 |                                       |
| 1997                                         | Time Out of Mind - Вихід: 30 вересня 1997 - Лейбл/Каталог №: Columbia 68556 - Формат: CD/касета/подвійний вініл LP | 10 | 24 | 10 | : Платиновий : Золотий                |
| 2001                                         | Love and Theft - Вихід: 11 вересня 2001 - Лейбл/Каталог №: Columbia 85975 - Формат: CD/касета/подвійний вініл LP | 5  | 6  | 3  | : Золотий                             |
| 2006                                         | Modern Times - Вихід: 29 серпня 2006 - Лейбл/Каталог №: Columbia 87606 - Формат: CD/подвійний вініл LP | 1  | 1  | 3  | : Платиновий : Золотий : Платиновий   |
| 2009                                         | Together Through Life - Вихід: 28 квітня 2009 - Лейбл/Каталог №: Columbia 43893 - Формат: CD/вініл | 1  | 5  | 1  | : Золотий                             |
| 2009                                         | Christmas in the Heart - Вихід: 13 жовтня 2009 - Лейбл/Каталог №: Columbia 57323 - Формат: CD/вініл | 23 | —  | 40 | : Срібний                             |
| 2012                                         | Tempest - Вихід: 11 вересня 2012 - Лейбл/Каталог №: Columbia - Формат: CD/подвійний вініл LP | 3  | 8  | 3  | : Срібний                             |
| 2015                                         | Shadows in the Night - Вихід: 3 лютого 2015 - Лейбл/Каталог №: Columbia - Формат: CD/вініл | 7  | 8  | 1  |                                       |
| 2016                                         | Fallen Angels - Вихід: 20 травня 2016 - Лейбл/Каталог №: Columbia - Формат: CD/вініл | 7  | 11 | 5  |                                       |
| 2017                                         | Triplicate - Вихід: 31 березня 2017 - Лейбл/Каталог №: Columbia - Формат: потрійний CD/потрійний вініл LP | 37 | 36 | 17 |                                       |
| 2020                                         | Rough and Rowdy Ways - Вихід: 19 червня 2020 - Лейбл/Каталог №: Columbia - Формат: CD/вініл | 2  | 2  | 1  |                                       |
| «—» позначає реліз, що не потрапив до чарту. | |    |    |    |                                       |

### Концертні альбоми
| 1974                                         | Before the Flood - Вихід: 20 червня 1974 - Лейбл: Asylum AB 201 - Лейбл: Columbia KG 37661 (1982 reissue) - Формат: подвійний вініл LP/касета                  | 3   | 8   | США: Платиновий ВЕЛ: Срібний |
| 1976                                         | Hard Rain - Вихід: 13 вересня 1976 - Лейбл: Columbia - Формат: вініл/касета                                                                                    | 17  | 3   | : Золотий                    |
| 1979                                         | Bob Dylan at Budokan - Вихід: 23 квітня 1979 - Лейбл: Columbia - Формат: подвійний вініл LP/касета                                                             | 13  | 4   | : Золотий CAN: Золотий       |
| 1984                                         | Real Live - Вихід: 29 листопада 1984 - Лейбл: Columbia - Формат: вініл/касета                                                                                  | 115 | 54  |                              |
| 1989                                         | Dylan & the Dead - Вихід: 6 лютого 1989 - Лейбл: Columbia - Формат: CD/вініл/касета                                                                            | 37  | 38  | : Золотий                    |
| 1993                                         | The 30th Anniversary Concert Celebration - Вихід: 24 серпня 1993 - Лейбл: Columbia - Формат: подвійний CD/касета                                               | 40  | —   | : Золотий                    |
| 1995                                         | MTV Unplugged - Вихід: 25 квітня 1995 - Лейбл: Columbia - Формат: CD/касета                                                                                    | 23  | 10  | : Золотий                    |
| 2001                                         | Live 1961-2000: Thirty-Nine Years of Great Concert Performances (Японія) - Вихід: 28 лютого 2001 (Japan) March 2001 (UK Import) - Лейбл: Columbia - Формат: CD | —   | 140 |                              |
| 2005                                         | Live at the Gaslight 1962 - Вихід: 30 серпня 2005 - Лейбл: Columbia - Формат: CD                                                                               | —   | —   |                              |
| 2005                                         | Live at Carnegie Hall 1963 - Вихід: 15 листопада 2005 - Лейбл: Columbia - Формат: CD                                                                           | —   | —   |                              |
| 2011                                         | In Concert – Brandeis University 1963 - Вихід: 11 квітня 2011 - Лейбл: Columbia - Формат: CD                                                                   | 128 | 59  |                              |
| 2016                                         | The Real Royal Albert Hall 1966 Concert - Вихід: грудня 2, 2016 - Лейбл: Sony Music - Формат: подвійний CD                                                     | 113 | 60  |                              |
| «—» позначає реліз, що не потрапив до чарту. | |     |     |                              |

### Збірки
| 1967                                         | Bob Dylan's Greatest Hits - Вихід: 27 березня 1967 - Лейбл: Columbia - Формат: вініл                                                                           | 10  | 6   | США: 5× Платиновий CAN: 2× Платиновий |
| 1971                                         | Bob Dylan's Greatest Hits Vol. II (a.k.a. More Bob Dylan Greatest Hits) - Вихід: 17 листопада 1971 - Лейбл: Columbia - Формат: подвійний вініл LP/касета       | 14  | 12  | : 5×Платиновий : 2×Платиновий         |
| 1973                                         | Dylan - Вихід: 16 листопада 1973 - Лейбл/Каталог №: Columbia 32747 - Формат: вініл/касета                                                                      | 17  | —   | АВС: Золотий[джерело?] : Золотий      |
| 1975                                         | The Basement Tapes - Вихід: 26 червня 1975 - Лейбл/Каталог №: Columbia 33682 - Формат: подвійний вініл LP/касета                                               | 7   | 8   | : Золотий                             |
| 1978                                         | Masterpieces (Австралія, Нова Зеландія, Японія) - Вихід: 12 березня 1978 - Лейбл: Columbia - Формат: потрійний вініл LP/касета                                 | —   | —   |                                       |
| 1994                                         | Bob Dylan's Greatest Hits Volume 3 - Вихід: 15 листопада 1994 - Лейбл: Columbia - Формат: CD/касета                                                            | 126 | 150 | : Золотий                             |
| 1997                                         | The Best of Bob Dylan (Велика Британія, Канада, Австралія, Нова Зеландія) - Вихід: 2 червня 1997 - Лейбл: Columbia - Формат: CD/касета                         | —   | 6   | ВЕЛ: Золотий                          |
| 2000                                         | The Best of Bob Dylan, Vol. 2 (Велика Британія, Канада, Австралія, Нова Зеландія) - Вихід: 28 листопада 2000 - Лейбл: Columbia - Формат: CD/подвійний вініл LP | —   | 22  |                                       |
| 2000                                         | The Essential Bob Dylan - Вихід: 31 жовтня 2000 - Лейбл: Columbia - Формат: подвійний CD                                                                       | 67  | 9   | : Платиновий AUS: 2× Platinum         |
| 2005                                         | The Best of Bob Dylan (2005) (US) - Вихід: 15 листопада 2005 - Лейбл: Columbia - Формат: CD                                                                    | 53  | —   |                                       |
| 2006                                         | Blues - Вихід: 27 червня 2006 - Лейбл: Columbia - Формат: Digital download                                                                                     | —   | —   |                                       |
| 2007                                         | Dylan (single-disc version) - Вихід: 2 жовтня 2007 - Лейбл: Columbia - Формат: CD                                                                              | 36  | 10  | : Золотий                             |
| 2007                                         | Dylan (deluxe version) - Вихід: 2 жовтня 2007 - Лейбл: Columbia - Формат: потрійний CD                                                                         | 93  | —   |                                       |
| 2009                                         | The Collection - Вихід: 27 липня 2009 - Лейбл: Sony Music CMG - Формат: CD                                                                                     | —   | —   | : Золотий                             |
| 2010                                         | The Best of The Original Mono Recordings (single-disc set) - Вихід: 19 жовтня 2010 - Лейбл: Columbia - Формат: CD                                              | 97  | 107 |                                       |
| 2011                                         | All Time Best: Dylan - Вихід: 29 березня 2011 - Лейбл: Sony UK - Формат: CD                                                                                    | —   | —   |                                       |
| 2011                                         | Pure Dylan - Вихід: 21 жовтня 2011 - Лейбл: Columbia - Формат: CD                                                                                              | —   | —   |                                       |
| 2011                                         | Beyond Here Lies Nothin' — The Collection (two-disc set) - Вихід: 24 жовтня 2011 - Лейбл: Legacy / Sony CMG/Legacy - Формат: CD                                | —   | 156 |                                       |
| 2012                                         | The Real Bob Dylan (3-CD set) - Вихід: 21 жовтня 2012 - Лейбл: Sony Music CMG - Формат: CD                                                                     | —   | —   | : Срібний                             |
| »—" позначає реліз, що не потрапив до чарту. | |     |     |                                       |

### Бокс-сети
| 1985                                         | Biograph (5-LP вініл set) - Вихід: 7 листопада 1985 - Лейбл: Columbia - Формат: потрійний CD/вініл/касета                                                                                    | 33                 | —   | : Платиновий : Срібний |
| 2006                                         | Bob Dylan: The Collection (iTunes download only) - Вихід: 29 серпня 2006 - Лейбл: Columbia - Формат: Digital download                                                                        | —                  | —   |                        |
| 2010                                         | The Original Mono Recordings (8 CD/вініл set) - Вихід: 19 жовтня 2010 - Лейбл: Columbia - Формат: CD/вініл                                                                                   | 152                | 157 |                        |
| 2010                                         | The 50th Anniversary Collection (4-CD set; Europe only) (a.k.a. The Copyright Extension Collection Vol. I) - Вихід: грудня 27, 2012 - Лейбл: Legacy - Формат: CD                             | —                  | —   |                        |
| 2013                                         | The Bootleg Series Vol. 10: Another Self Portrait (1969—1971) (limited deluxe version) - Вихід: 23 серпня 2013 - Лейбл: Columbia/Legacy - Формат: 4xCD Deluxe Edition/Digital Deluxe Version | —                  | —   |                        |
| 2013                                         | The Complete Album Collection Vol. 1 (47-CD set) (including Side Tracks) - Вихід: 5 листопада 2013 - Лейбл: Columbia - Формат: CD/USB drive                                                  | —                  | —   |                        |
| 2013                                         | The 50th Anniversary Collection 1963 (6-LP set; Europe only) - Вихід: листопад 2013 - Лейбл: Sony Music - Формат: вініл                                                                      | —                  | —   |                        |
| 2014                                         | The Bootleg Series Vol. 11: The Basement Tapes Complete (six-disc version) - Вихід: 4 листопада 2014 - Лейбл: Columbia/Legacy - Формат: 6xCD Deluxe Edition/Digital Deluxe Version           | 42                 | 17  |                        |
| 2014                                         | The 50th Anniversary Collection 1964 (9-LP set; Europe only) - Вихід: грудня 2014 - Лейбл: Sony Music - Формат: вініл                                                                        | —                  | —   |                        |
| 2015                                         | The Bootleg Series Vol. 12: The Cutting Edge 1965—1966 (deluxe version) - Вихід: 6 листопада 2015 - Лейбл: Columbia/Legacy - Формат: 6xCD Deluxe Edition/Digital Deluxe Version              | —                  | —   |                        |
| 2015                                         | The Bootleg Series Vol. 12: The Cutting Edge 1965—1966 (collector's version) - Вихід: 6 листопада 2015 - Лейбл: Columbia/Legacy - Формат: 18xCD Collector's Edition                          | —                  | —   |                        |
| 2016                                         | The 1966 Live Recordings - Вихід: 11 листопада 2016 - Лейбл: Sony Music - Формат: 36xCD | 4 (Americana/Folk) | —   |                        |
| 2017                                         | The Bootleg Series Vol. 13: Trouble No More 1979—1981 (deluxe version) - Вихід: 3 листопада 2017 - Лейбл: Columbia/Legacy - Формат: 8xCD Deluxe Edition/Digital Deluxe Version               | 49                 | 21  |                        |
| »—" позначає реліз, що не потрапив до чарту. | |                    |     |                        |

### Серія бутлеґів
| 1991                                         | The Bootleg Series Volumes 1–3 (Rare & Unreleased) 1961–1991 - Вихід: 26 березня 1991 - Лейбл: Columbia - Формат: 3xCD/4xCD Deluxe Edition/3хкасета/5xVinyl/Digital/ 3xCD Remastered (1997)  | 49 | 32 | США: Золотий : Срібний |
| 1998                                         | The Bootleg Series Vol. 4: Bob Dylan Live 1966, The «Royal Albert Hall» Concert - Вихід: 13 жовтня 1998 - Лейбл: Columbia/Legacy - Формат: 2xCD/2xVinyl/Digital                              | 31 | 19 | : Золотий : Срібний    |
| 2002                                         | The Bootleg Series Vol. 5: Bob Dylan Live 1975, The Rolling Thunder Revue - Вихід: 26 листопада 2002 - Лейбл: Columbia/Legacy - Формат: 2xCD/2xCD+DVD/3xVinyl+7"/Digital                     | 56 | 69 | : Золотий              |
| 2004                                         | The Bootleg Series Vol. 6: Bob Dylan Live 1964, Concert at Philharmonic Hall - Вихід: 30 березня 2004 - Лейбл: Columbia/Legacy - Формат: 2xCD/2xSACD/3xVinyl/Digital                         | 28 | 33 |                        |
| 2005                                         | The Bootleg Series Vol. 7: No Direction Home: The Soundtrack - Вихід: 30 серпня 2005 - Лейбл: Columbia/Legacy - Формат: 2xCD/4xVinyl/Digital                                                 | 16 | 21 | : Золотий : Срібний    |
| 2008                                         | The Bootleg Series Vol. 8: Tell Tale Signs: Rare and Unreleased 1989–2006 (two-disc version) - Вихід: 6 жовтня 2008 - Лейбл: Columbia/Legacy - Формат: 2xCD/4xVinyl/Digital                  | 6  | 9  | : Срібний              |
| 2008                                         | The Bootleg Series Vol. 8: Tell Tale Signs: Rare and Unreleased 1989—2006 (deluxe version) - Вихід: 7 жовтня 2008 - Лейбл: Columbia/Legacy - Формат: 3xCD+7" Deluxe Edition                  | —  | —  |                        |
| 2010                                         | The Bootleg Series Vol. 9: The Witmark Demos: 1962–1964 - Вихід: 19 жовтня 2010 - Лейбл: Columbia/Legacy - Формат: 2xCD/4xVinyl/Digital                                                      | 12 | 18 |                        |
| 2013                                         | The Bootleg Series Vol. 10: Another Self Portrait (1969–1971) (two-disc version) - Вихід: 27 серпня 2013 - Лейбл: Columbia/Legacy - Формат: 2xCD/3xVinyl+2xCD/Digital                        | 21 | 5  |                        |
| 2014                                         | The Bootleg Series Vol. 11: The Basement Tapes Raw (two-disc/three-LP version) - Вихід: 4 листопада 2014 - Лейбл: Columbia/Legacy - Формат: 2xCD/3xVinyl+2xCD/Digital                        | 41 | 17 |                        |
| 2015                                         | The Bootleg Series Vol. 12: The Best of the Cutting Edge 1965—1966 (two-disc version) - Вихід: 6 листопада 2015 - Лейбл: Columbia/Legacy - Формат: 2xCD/3xVinyl+2xCD/Digital/Digital Sampler | 33 | 12 |                        |
| 2017                                         | The Bootleg Series Vol. 13: Trouble No More 1979–1981 (two-disc version) - Вихід: 3 листопада 2017 - Лейбл: Columbia/Legacy - Формат: 2xCD/4xVinyl+2xCD/Digital/Digital Sampler              | —  | —  |                        |
| «—» позначає реліз, що не потрапив до чарту. | |    |    |                        |

## Сингли
| Рік  | Назва (сторона A, сторона B) Обидві сторони з одного альбому, якщо не вказано інше                                                                                                | Найвищі місця в чартах | Найвищі місця в чартах | Найвищі місця в чартах | Найвищі місця в чартах | Найвищі місця в чартах | Найвищі місця в чартах | Альбом |
| Рік  | Назва (сторона A, сторона B) Обидві сторони з одного альбому, якщо не вказано інше                                                                                                | США                    | US Main                | ВЕЛ                    | НІД                    | ІРЯ                    | АВС                    | Альбом |
| ---- | --- | ---------------------- | ---------------------- | ---------------------- | ---------------------- | ---------------------- | ---------------------- | --- |
| 1962 | «Mixed-Up Confusion» b/w «Corrina Corrina» (відмінна спроба від тієї, що на The Freewheelin' Bob Dylan)                                                                           | —                      | —                      | —                      | —                      | —                      | —                      | Неальбомні треки / Side Tracks                                                                                         |
| 1963 | «Blowin' in the Wind» b/w «Don't Think Twice, It's Alright» | —                      | —                      | —                      | —                      | —                      | —                      | The Freewheelin' Bob Dylan                                                                                             |
| 1965 | «The Times They Are a-Changin'» b/w «Honey, Just Allow Me One More Chance» (з альбому The Freewheelin' Bob Dylan)                                                                 | —                      | —                      | 9                      | 26                     | —                      | —                      | The Times They Are A-Changin'                                                                                          |
| 1965 | «Maggie's Farm» b/w «On the Road Again» | —                      | —                      | 22                     | —                      | —                      | —                      | Bringing It All Back Home                                                                                              |
| 1965 | «Subterranean Homesick Blues» b/w «She Belongs to Me» | 39                     | —                      | 9                      | 26                     | —                      | —                      | Bringing It All Back Home                                                                                              |
| 1965 | «Like a Rolling Stone» b/w «Gates of Eden» (з альбому Bringing It All Back Home)                                                                                                  | 2                      | —                      | 4                      | 7                      | 9                      | 7                      | Highway 61 Revisited                                                                                                   |
| 1965 | «Positively 4th Street» b/w «From a Buick 6» (з альбому Highway 61 Revisited) | 7                      | —                      | 8                      | 13                     | —                      | 35                     | Bob Dylan's Greatest Hits                                                                                              |
| 1965 | «Can You Please Crawl Out Your Window?» b/w «Highway 61 Revisited» (з альбому Highway 61 Revisited)                                                                               | 58                     | —                      | 17                     | —                      | —                      | 98                     | неальбомний трек / Biograph / Side Tracks                                                                              |
| 1966 | «One of Us Must Know (Sooner or Later)» b/w «Queen Jane Approximately» (з альбому Highway 61 Revisited)                                                                           | 119                    | —                      | 33                     | —                      | —                      | —                      | Blonde on Blonde |
| 1966 | «Rainy Day Women ♯12 & 35» b/w «Pledging My Time» | 2                      | —                      | 7                      | 9                      | —                      | 17                     | Blonde on Blonde |
| 1966 | «I Want You» b/w «Just Like Tom Thumb's Blues» (записано наживо в Ліверпулі (Англія) 14 травня 1966)                                                                              | 20                     | —                      | 16                     | 19                     | —                      | 72                     | Blonde on Blonde |
| 1966 | «Just Like a Woman» b/w «Obviously 5 Believers» | 33                     | —                      | —                      | 30                     | —                      | 8                      | Blonde on Blonde |
| 1967 | «Leopard-Skin Pill-Box Hat» b/w «Most Likely You Go Your Way and I'll Go Mine» | 81                     | —                      | —                      | —                      | —                      | —                      | Blonde on Blonde |
| 1967 | «If You Gotta Go, Go Now» b/w «To Ramona» (з альбому Another Side of Bob Dylan)                                                                                                   | —                      | —                      | —                      | —                      | —                      | —                      | Неальбомний сингл, який вийшов лише в країнах Бенілюксу / The Bootleg Series Volumes 1–3 (Rare & Unreleased) 1961–1991 |
| 1968 | «All Along the Watchtower» b/w «I'll Be Your Baby Tonight» | —                      | —                      | —                      | —                      | —                      | —                      | John Wesley Harding |
| 1969 | «I Threw It All Away» b/w «Drifter's Escape» (з альбому John Wesley Harding) | 85                     | —                      | 30                     | 17                     | —                      | 64                     | Nashville Skyline |
| 1969 | «Lay Lady Lay» b/w «Peggy Day» | 7                      | —                      | 5                      | —                      | 13                     | 20                     | Nashville Skyline |
| 1969 | «Tonight I'll Be Staying Here with You» b/w «Country Pie» | 50                     | —                      | —                      | —                      | —                      | 53                     | Nashville Skyline |
| 1970 | «Wigwam» b/w «Copper Kettle (The Pale Moonlight)» | 41                     | —                      | —                      | 3                      | —                      | 24                     | Self Portrait |
| 1971 | «If Not for You» b/w «Tomorrow Is a Long Time» (з альбому Bob Dylan's Greatest Hits Volume II)                                                                                    | —                      | —                      | —                      | 30                     | —                      | —                      | New Morning |
| 1971 | «Watching the River Flow» b/w «Spanish is the Loving Tongue» (інша спроба, ніж та, що на альбомі Dylan)                                                                           | 41                     | —                      | 24                     | 18                     | —                      | 63                     | Bob Dylan's Greatest Hits Vol. II                                                                                      |
| 1971 | «George Jackson» (версія біг-бенд) b/w «George Jackson» (акустична версія) | 33                     | —                      | —                      | 11                     | —                      | —                      | неальбомні треки / Side Tracks                                                                                         |
| 1973 | «Knockin' on Heaven's Door» b/w «Turkey Chase» | 12                     | —                      | 14                     | 51                     | 9                      | 10                     | Pat Garrett & Billy the Kid                                                                                            |
| 1973 | «A Fool Such as I» b/w «Lily of the West» | 55                     | —                      | —                      | —                      | —                      | 51                     | Dylan |
| 1974 | «On a Night Like This» (у супроводі The Band) b/w «You Angel You» (у супроводі The Band)                                                                                          | 44                     | —                      | —                      | 43                     | —                      | 66                     | Planet Waves |
| 1974 | «Something There Is About You» (у супроводі The Band) b/w «Tough Mama» (у супроводі The Band)                                                                                     | 107                    | —                      | —                      | —                      | —                      | —                      | Planet Waves |
| 1974 | «Most Likely You Go Your Way (And I'll Go Mine)» (у супроводі The Band) b/w «Stage Fright» (у виконанні The Band)                                                                 | 66                     | —                      | —                      | —                      | —                      | —                      | Before the Flood |
| 1974 | «It Ain't Me Babe» (у супроводі The Band) b/w"All Along the Watchtower" (у супроводі The Band)                                                                                    | —                      | —                      | —                      | —                      | —                      | —                      | Before the Flood |
| 1975 | «Tangled Up in Blue» b/w «If You See Her, Say Hello» | 31                     | —                      | —                      | —                      | —                      | —                      | Blood on the Tracks |
| 1975 | «Million Dollar Bash» (у супроводі The Band) b/w Tears of Rage (у супроводі The Band)                                                                                             | —                      | —                      | —                      | —                      | —                      | —                      | The Basement Tapes |
| 1975 | «Hurricane» b/w «Hurricane Part II» | 33                     | —                      | 43                     | —                      | —                      | 7                      | Desire |
| 1976 | «Mozambique» b/w «Oh, Sister» | 54                     | —                      | —                      | —                      | —                      | —                      | Desire |
| 1977 | «Stuck Inside of Mobile with the Memphis Blues Again (наживо)» b/w «Rita May» (неальбомний трек)                                                                                  | 110                    | —                      | —                      | —                      | —                      | —                      | Hard Rain / (b/w неальбомний трек / Masterpieces)                                                                      |
| 1978 | «Is Your Love in Vain?» b/w «We Better Talk This Over» | —                      | —                      | 56                     | —                      | 20                     | —                      | Street Legal |
| 1978 | «Baby, Stop Crying» b/w «New Pony» | —                      | —                      | 13                     | —                      | 5                      | 70                     | Street Legal |
| 1978 | «Changing of the Guards» b/w «Señor (Tales of Yankee Power)» | —                      | —                      | —                      | —                      | —                      | —                      | Street Legal |
| 1979 | «Love Minus Zero/No Limit» b/w «Is Your Love in Vain» | —                      | —                      | —                      | —                      | —                      | 98                     | Bob Dylan at Budokan                                                                                                   |
| 1979 | «Gotta Serve Somebody» b/w «Trouble in Mind» (неальбомний трек) | 24                     | —                      | —                      | —                      | —                      | 96                     | Slow Train Coming |
| 1979 | «Precious Angel» b/w «Trouble in Mind» (неальбомний трек) | —                      | —                      | —                      | —                      | —                      | —                      | Slow Train Coming |
| 1980 | «Man Gave Names to All the Animals» b/w «When You Gonna Wake Up» | —                      | —                      | —                      | —                      | —                      | —                      | Slow Train Coming |
| 1980 | «Slow Train» b/w «Do Right to Me Baby (Do Unto Others)» | —                      | —                      | —                      | —                      | —                      | —                      | Slow Train Coming |
| 1980 | «Solid Rock» b/w «Covenant Woman» | —                      | —                      | —                      | —                      | —                      | —                      | Saved |
| 1980 | «Saved» b/w «Are You Ready» | —                      | —                      | —                      | —                      | —                      | —                      | Saved |
| 1981 | «Shot of Love» b/w «Heart of Mine» (див. нижче) | —                      | 38                     | —                      | —                      | —                      | —                      | Shot of Love |
| 1981 | «Heart of Mine» b/w «The Groom's Still Waiting at the Altar» | —                      | —                      | —                      | —                      | —                      | —                      | Shot of Love |
| 1983 | «Union Sundown» b/w «Angel Flying Too Close to the Ground» | —                      | —                      | 90                     | —                      | —                      | —                      | Infidels |
| 1984 | «Sweetheart like You» b/w «Union Sundown» | 55                     | —                      | —                      | —                      | —                      | 74                     | Infidels |
| 1984 | «Jokerman» b/w «Isis» | —                      | —                      | —                      | —                      | —                      | —                      | Infidels |
| 1985 | «Tight Connection to My Heart (Has Anybody Seen My Love)» b/w «We Better Talk This Over» (з альбому Street Legal)                                                                 | 103                    | 19                     | —                      | —                      | —                      | 65                     | Empire Burlesque |
| 1985 | «Emotionally Yours» b/w «When the Night Comes Falling from the Sky» | —                      | —                      | —                      | —                      | —                      | —                      | Empire Burlesque |
| 1986 | «Band of the Hand» (у супроводі The Heartbreakers) b/w «Theme from Joe's Death» (у виконанні Майкла Рубіні)                                                                       | —                      | 28                     | 96                     | —                      | —                      | —                      | Band of the Hand (саундтрек)                                                                                           |
| 1986 | «Got My Mind Made Up» b/w «Brownsville Girl» | —                      | 23                     | —                      | —                      | —                      | —                      | Knocked Out Loaded |
| 1987 | «The Usual» b/w «Got My Mind Made Up» (з альбому Knocked Out Loaded) | —                      | 25                     | —                      | —                      | —                      | —                      | Hearts of Fire (саундтрек)                                                                                             |
| 1988 | «Silvio» b/w «Driftin' Too Far from Shore» (з альбому Knocked Out Loaded) | —                      | 5                      | —                      | —                      | —                      | —                      | Down in the Groove |
| 1989 | «Slow Train» (у супроводі Grateful Dead) CD-сингл | —                      | 8                      | —                      | —                      | —                      | —                      | Dylan & the Dead |
| 1989 | «Everything Is Broken» CD-сингл | —                      | 8                      | 98                     | —                      | —                      | —                      | Oh Mercy |
| 1990 | «Most of the Time» CD-сингл | —                      | —                      | —                      | —                      | —                      | —                      | Oh Mercy |
| 1990 | «Unbelievable» CD-сингл | —                      | 21                     | 93                     | —                      | —                      | —                      | Under the Red Sky |
| 1991 | «Series of Dreams» CD-сингл | —                      | —                      | —                      | —                      | —                      | —                      | The Bootleg Series Volumes 1–3 (Rare & Unreleased) 1961–1991                                                           |
| 1992 | «Step It Up and Go» CD-сингл | —                      | —                      | —                      | —                      | —                      | —                      | Good as I Been to You                                                                                                  |
| 1993 | «My Back Pages» CD-сингл, який також містить «Knockin' on Heaven's Door» і «My Back Pages» (оригінальна версія з альбому Another Side of Bob Dylan)                               | —                      | 26                     | —                      | —                      | —                      | —                      | The 30th Anniversary Concert Celebration                                                                               |
| 1994 | «Dignity» CD-сингл | —                      | —                      | 33                     | —                      | —                      | —                      | Bob Dylan's Greatest Hits Volume 3                                                                                     |
| 1995 | «Dignity (наживо)» CD-сингл, який також включає: Edited Unplugged version of title track «John Brown», «It Ain't Me Babe» (з альбому «Renaldo & Clara» саундтрек)                 | —                      | —                      | 33                     | —                      | —                      | —                      | MTV Unplugged |
| 1998 | «Not Dark Yet» CD-сингл p/w «Tombstone Blues» (наживо, неальбомний трек) | —                      | —                      | —                      | —                      | —                      | —                      | Time out of Mind |
| 1998 | «Love Sick» CD-сингл p/w «Love Sick» (наживо з церемонії вручення Греммі, неальбомний трек)                                                                                       | —                      | —                      | 64                     | —                      | —                      | —                      | Time out of Mind |
| 2000 | «Things Have Changed» b/w «Blind Willie McTell» (версія наживо, неальбомний трек)                                                                                                 | —                      | —                      | 58                     | —                      | —                      | —                      | Wonder Boys |
| 2001 | «Tweedle Dee & Tweedle Dum» b/w «Bye and Bye» (спеціальне обмежене видання 7") | —                      | —                      | —                      | —                      | —                      | —                      | Love and Theft |
| 2006 | «Someday Baby» CD-сингл | 120                    | —                      | —                      | —                      | —                      | —                      | Modern Times |
| 2007 | «Most Likely You Go Your Way and I'll Go Mine» (ре-версія Марка Ронсона) b/w оригінальна версія (з альбому Blonde on Blonde)                                                      | —                      | —                      | 51                     | —                      | —                      | —                      | неальбомний трек |
| 2008 | «Dreamin' of You» b/w «Down Along the Cove» (з альбому Bonnaroo 2004, різні артисти)                                                                                              | —                      | —                      | —                      | —                      | —                      | —                      | The Bootleg Series Vol. 8: Tell Tale Signs                                                                             |
| 2009 | «Blowin' in the Wind» (тільки для завантаження) | —                      | —                      | 93                     | —                      | —                      | —                      | Dylan |
| 2009 | «Discover Bob Dylan EP» («The Times They Are A-Changin'» / «Mr. Tambourine Man» / «Tangled Up in Blue» / «Ring Them Bells» / «Thunder on the Mountain») (тільки для завантаження) | —                      | —                      | 172                    | —                      | —                      | —                      | Dylan |
| 2009 | «Beyond Here Lies Nothin'» b/w «Down Along the Cove» (з альбому Bonnaroo 2004, різні артисти)                                                                                     | —                      | —                      | —                      | —                      | —                      | —                      | Together Through Life                                                                                                  |
| 2009 | «Together Through Life» CD-сингл з редагованою і альбомною версіями | —                      | —                      | —                      | —                      | —                      | —                      | Together Through Life                                                                                                  |
| 2009 | «Must Be Santa» b/w «Twas the Night Before Christmas» (originally broadcast on 12/20/2006 on "Theme Time Radio Hour, hosted by Dylan)                                             | —                      | —                      | 41                     | —                      | —                      | —                      | Christmas in the Heart                                                                                                 |
| 2010 | «Make You Feel My Love» (тільки для завантаження) | —                      | —                      | 152                    | —                      | —                      | —                      | Dylan |
| 2012 | «Early Roman Kings» (тільки для завантаження) | —                      | —                      | —                      | —                      | —                      | —                      | Tempest |
| 2012 | «Duquesne Whistle» b/w «Meet Me in the Morning» (інша спроба, неальбомний трек)                                                                                                   | —                      | —                      | —                      | —                      | —                      | —                      | Tempest |
| 2013 | «Wigwam» (невидане демо) b/w «Thirsty Boots» (unreleased demo) | —                      | —                      | —                      | —                      | —                      | —                      | Record Store Day exclusive / The Bootleg Series Vol. 10: Another Self Portrait                                         |
| 2013 | «Motherless Children (Live at The Gaslight Café, NYC, 1962)» (тільки для завантаження)                                                                                            | —                      | —                      | —                      | —                      | —                      | —                      | неальбомний трек (на честь рематерингу і перевидання каталогу Ділана)                                                  |
| 2014 | «Odds and Ends» (інша версія) | —                      | —                      | —                      | —                      | —                      | —                      | The Bootleg Series Vol. 11: The Basement Tapes Raw                                                                     |
| 2014 | «Full Moon and Empty Arms» | —                      | —                      | —                      | —                      | —                      | —                      | Shadows in the Night                                                                                                   |
| 2015 | «Stay with Me» (тільки для завантаження) | —                      | —                      | —                      | —                      | —                      | —                      | Shadows in the Night                                                                                                   |
| 2015 | «The Night We Called It a Day» b/w «Stay with Me» (Record Store Day exclusive: Limited Edition, Blue Vinyl)                                                                       | —                      | —                      | —                      | —                      | —                      | —                      | Shadows in the Night                                                                                                   |
| 2016 | «All the Way» (тільки для завантаження) | —                      | —                      | —                      | —                      | —                      | —                      | Fallen Angels |
| 2016 | «Melancholy Mood» (тільки для завантаження) | —                      | —                      | —                      | —                      | —                      | —                      | Fallen Angels |
| 2017 | «I Could Have Told You» (тільки для завантаження) | —                      | —                      | —                      | —                      | —                      | —                      | Triplicate |
| 2017 | «My One and Only Love» (тільки для завантаження) | —                      | —                      | —                      | —                      | —                      | —                      | Triplicate |
| 2017 | «Stardust» (тільки для завантаження) | —                      | —                      | —                      | —                      | —                      | —                      | Triplicate |
| 2017 | «Things We Said Today» (тільки для завантаження) | —                      | —                      | —                      | —                      | —                      | —                      | The Art of McCartney                                                                                                   |
| 2017 | «When You Gonna Wake Up (Осло (Норвегія) — 9 липня 1981)» (тільки для завантаження)                                                                                               | —                      | —                      | —                      | —                      | —                      | —                      | The Bootleg Series Vol. 13: Trouble No More 1979–1981                                                                  |
| 2018 | «Masters of War (The Avener Rework)» (тільки для завантаження) | —                      | —                      | —                      | —                      | —                      | —                      | неальбомний трек |

## Лонгплеї
Тут представлено помітні EP-релізи, які здебільшого містять ексклюзивні неальбомні треки. Див. discogs.com, щоб побачити більше іноземних EP, які здебільшого містять лише альбомні версії треків, або є рекламними вибірками з альбомів.
| Рік  | EP                                                                    | # треків | країна | формат                                                        |
| ---- | --------------------------------------------------------------------- | -------- | ------ | ------------------------------------------------------------- |
| 1978 | 4 пісні з альбому «Renaldo and Clara»                                 | 4        | US     | Promo 12"                                                     |
| 1980 | Solid Rock                                                            | 3        | US     | Promo 12"                                                     |
| 1981 | Shot of Love                                                          | 4        | US     | Promo 12"                                                     |
| 1982 | Electric Lunch                                                        | 6        | US     | Promo 12"                                                     |
| 1983 | Man of Peace                                                          | 4        | US     | Promo 12"                                                     |
| 1987 | The Usual                                                             | 3        | UK     | 12"                                                           |
| 1989 | Everything is Broken                                                  | 4        | UK     | Maxi CD                                                       |
| 1989 | Political World                                                       | 4        | UK     | Maxi CD                                                       |
| 1990 | Unbelievable                                                          | 4        | UK     | Maxi CD                                                       |
| 1991 | Blind Willie McTell                                                   | 3        | US     | Promo CD                                                      |
| 1994 | Dignity                                                               | 3        | EU     | Maxi CD                                                       |
| 1995 | Dignity (MTV Unplugged)                                               | 5        | UK     | Maxi CD                                                       |
| 1995 | Knockin' on Heaven's Door (MTV Unplugged)                             | 4        | US     | Promo CD                                                      |
| 1997 | Not Dark Yet                                                          | 4        | EU     | Maxi CD                                                       |
| 1997 | Live '96                                                              | 4        | US     | Promo CD                                                      |
| 1998 | Love Sick                                                             | 4        | EU     | Maxi CD                                                       |
| 1999 | Million Miles (Live Recordings 1997—1999)                             | 4        | US     | Promo CD                                                      |
| 2000 | Things Have Changed                                                   | 4        | EU     | Maxi CD                                                       |
| 2001 | Things Have Changed Live And Unreleased                               | 4        | US     | Promo CD                                                      |
| 2004 | Chronicles Volume One                                                 | 6        | US     | Ltd. Ed. Promo CD                                             |
| 2005 | Exclusive Outtakes from No Direction Home                             | 3        | US     | Download Bonus                                                |
| 2006 | Rollin' And Tumblin'                                                  | 3        | US     | Maxi CD                                                       |
| 2007 | Most Likely You Go Your Way (And I'll Go Mine) Mark Ronson Re-Version | 3        | EU     | Maxi CD                                                       |
| 2007 | Dylan Live                                                            | 4        | EU     | Promo CD                                                      |
| 2008 | Discover Bob Dylan                                                    | 6        | US     | Promo CD                                                      |
| 2016 | Melancholy Mood                                                       | 4        | US     | Record Store Day exclusive Limited Edition red translucent 7" |

## Музичні відео
| Рік  | Відео                                                                   | Режисер                      | Інші подробиці | Альбом                                                                                               |
| ---- | ----------------------------------------------------------------------- | ---------------------------- | --- | --- |
| 1965 | Positively 4th Street                                                   | Невідомий                    | Unreleased Promo Spot, Special Feature on No Direction Home DVD                                                                   | Сингл / Bob Dylan's Greatest Hits                                                                    |
| 1965 | Maggie's Farm (The Speek) (Live)                                        | Маррей Лернер                | На Ньюпортському фолк-фестивалі, реліз на iTunes 2009 року                                                                        | The Other Side of the Mirror (фільм)                                                                 |
| 1967 | Subterranean Homesick Blues                                             | Ді. Ей. Пеннебейкер          | З документального фільму Не озирайся, за участю Аллена Гінзберга і Боба Невірта                                                   | Bringing It All Back Home                                                                            |
| 1967 | Subterranean Homesick Blues (Alternate Take)                            | Ді. Ей. Пеннебейкер          | З документального фільму 65 Revisited (2007), за участю Шаблон:Том Вілсон (записувальний продюсер) і Боба Невірта, 2000 DVD bonus | Bringing It All Back Home                                                                            |
| 1978 | Tangled Up in Blue (наживо 1975)                                        | Боб Ділан                    | З фільму Renaldo and Clara і 2002 Bonus DVD                                                                                       | The Bootleg Series Vol. 5: Bob Dylan Live 1975, The Rolling Thunder Revue                            |
| 1978 | Isis (Live 1975)                                                        | Боб Ділан                    | З фільму Renaldo and Clara і 2002 Bonus DVD                                                                                       | Biograph                                                                                             |
| 1983 | Sweetheart Like You                                                     | Марк Робінсон                | За участю Стіва Ріплі і Карли Олсон                                                                                               | Infidels                                                                                             |
| 1984 | Jokerman                                                                | Ларрі Сломен / Джордж Лойс   | Містить текст | Infidels                                                                                             |
| 1985 | Tight Connection to My Heart (Has Anybody Seen My Love)                 | Пол Шредер                   | Відбувається в Японії | Empire Burlesque                                                                                     |
| 1985 | Emotionally Yours                                                       | Девід Стюарт                 | За участю Майка Кемпбелла | Empire Burlesque                                                                                     |
| 1985 | When the Night Comes Falling from the Sky                               | Едді Арно / Маркус Інносенті | За участю Девіда А. Стюарта | Empire Burlesque                                                                                     |
| 1986 | Band of the Hand (It's Hell Time Man!)                                  | Пол-Майкл Глейзер            | Продюсер Майкл Манн і за участю Tom Petty and the Heartbreakers, Стіві Нікс як бек-вокалістки                                     | Саундтрек Band of the Hand                                                                           |
| 1989 | Political World                                                         | Джон Мелленкемп              | За участю Мейсона Раффнера | Oh Mercy                                                                                             |
| 1990 | Most of the Time                                                        | Джессі Ділан                 | Версія наживо записана на студії Record Plant (Голлівуд) 16 березня 1990 року за участю Малколма Берна, Віллі Гріна і Тоні Голла  | Oh Mercy                                                                                             |
| 1990 | Unbelievable                                                            | Паріс Барклей                | За участю Моллі Рінгуолд | Under the Red Sky                                                                                    |
| 1991 | Series of Dreams                                                        | Меєрт Евіс                   | Архівні зйомки | The Bootleg Series Volumes 1–3 (Rare & Unreleased) 1961–1991 (Oh Mercy outtake)                      |
| 1993 | Blood in My Eyes                                                        | Девід Ей. Стюарт             | Black and White | World Gone Wrong                                                                                     |
| 1993 | My Back Pages (Live)                                                    | Гевін Тейлор                 | За участю Роджера Макгінна, Тома Петті, Ніла Янга, Еріка Клептона і Джорджа Гаррісона                                             | The 30th Anniversary Concert Celebration                                                             |
| 1995 | Knockin' on Heaven's Door (Live)                                        | Мілтон Лейдж                 | За участю Бакі Бакстера, Тоні Гарньє, Джона Джексона, Брендана О'Браєна і Вінстона Вотсона                                        | MTV Unplugged                                                                                        |
| 1995 | Dignity (Live)                                                          | Мілтон Лейдж                 | За участю Бакі Бакстера, Тоні Гарньє, Джона Джексона, Брендана О'Браєна і Вінстона Вотсона                                        | MTV Unplugged                                                                                        |
| 1997 | Not Dark Yet                                                            | Майкл Борофскі               | За участю Бакі Бакстера, Браяна Блейда, Роберта Брітта, Сінді Кешдоллар, Джима Дікінсона, Тоні Гарньє і Джима Келтнера            | Time Out of Mind                                                                                     |
| 1998 | Love Sick (Live)                                                        | Волтер К. Міллер             | На 40-й церемонії «Греммі» | Сингл Love Sick                                                                                      |
| 2000 | Things Have Changed                                                     | Кертіс Генсон                | За участю Майкла Дугласа, Роберта Дауні, Тобі Магвайра і Кеті Голмс                                                               | Wonder Boys (Music from the Motion Picture)                                                          |
| 2003 | 'Cross the Green Mountain                                               | Том Крюгер                   | За участю Роберта Дюваля, Джеффа Деніелса і Стівена Ленга з фільму Боги і Генерали                                                | Gods and Generals (Original Motion Picture Soundtrack)                                               |
| 2003 | Cold Irons Bound (Live)                                                 | Ларрі Чарлз                  | За участю Чарлі Секстона, Ларрі Кемпбелла, Тоні Гарньє і Джорджа Реселі                                                           | Masked and Anonymous (Music from the Motion Picture)                                                 |
| 2006 | When the Deal Goes Down                                                 | Беннет Міллер                | У головній ролі Скарлетт Йоганссон                                                                                                | Modern Times                                                                                         |
| 2006 | Thunder on the Mountain                                                 | -                            | Архівні зйомки | Modern Times                                                                                         |
| 2007 | Most Likely You Go Your Way (And I'll Go Mine) (Mark Ronson Re-Version) | Руперт Джонс                 | За участю Вайклефа Жана | Сингл (оригінал з Blonde on Blonde)                                                                  |
| 2008 | Dreamin' of You                                                         |                              | В головні ролі Гаррі Дін Стентон                                                                                                  | The Bootleg Series Vol. 8: Tell Tale Signs: Rare and Unreleased 1989–2006 (Time Out of Mind outtake) |
| 2008 | Mississippi (Alternate Version)                                         | -                            | Архівні зйомки | The Bootleg Series Vol. 8: Tell Tale Signs: Rare and Unreleased 1989–2006 (Time Out of Mind outtake) |
| 2009 | Beyond Here Lies Nothin'                                                | Неш Едгертон                 | У головних ролях Джоел Стоффер і Аманда Аардсма                                                                                   | Together Through Life                                                                                |
| 2009 | Must Be Santa                                                           | Неш Едгертон                 | За участю Тоні Гарньє, Джорджа Реселі, Донні Геррона, Девіда Гідалго, Філа Апчерча і Патріка Воррена                              | Christmas in the Heart                                                                               |
| 2009 | Little Drummer Boy                                                      | Джефф Шер                    | Анімоване ротоскопіювання поверх класичних сцен кіно                                                                              | Christmas in the Heart                                                                               |
| 2010 | Guess I'm Doing Fine                                                    | Дженніфер Лебо               | Продюсер — Дженніфер Лебо | The Bootleg Series Vol. 9: The Witmark Demos: 1962–1964                                              |
| 2012 | Duquesne Whistle                                                        | Неш Едгертон                 | За участю Деніела Кампоса і Джоела Едгертона                                                                                      | Tempest                                                                                              |
| 2013 | Претті Саро                                                             | Дженніфер Лебо               | Кадри з Farm Security Administration, які зберігаються в Бібліотеці Конгресу                                                      | The Bootleg Series Vol. 10: Another Self Portrait (1969–1971)                                        |
| 2013 | Like a Rolling Stone                                                    | Ваня Гейманн                 | 16 інтерактивних каналів за участю Марка Марона, Дрю Кері і The Hawks                                                             | Highway 61 Revisited / Bob Dylan: The Complete Album Collection Vol. One                             |
| 2015 | The Night We Called It a Day                                            | Неш Едгертон                 | За участю Роберта Даві та Трейсі Філліпса                                                                                         | Shadows in the Night                                                                                 |
| 2015 | Visions of Johanna (Take 5, Rehearsal)                                  | Джон Гіллкоут                | Продюсер Джонатан Пейвесі, кінематографія Дімітрі Каракатсаніса                                                                   | The Bootleg Series Vol. 12: The Cutting Edge 1965–1966                                               |
| 2015 | Just Like Tom Thumb's Blues (Take 3, Rehearsal)                         | Пеннебейкер / Ділан          | Продюсер/редактор Даміан Родрігес, з Не озирайся / Eat the Document outtakes                                                      | The Bootleg Series Vol. 12: The Cutting Edge 1965–1966                                               |

## Співпраця з іншими артистами
| Рік  | Album/Single                                                       | Collaborator                         | Comment |
| ---- | ------------------------------------------------------------------ | ------------------------------------ | --- |
| 1962 | The Midnight Special                                               | Гаррі Белафонте                      | Harmonica on «Midnight Special» |
| 1962 | Carolyn Hester                                                     | Carolyn Hester                       | Harmonica on "I'll Fly Away, " «Swing and Turn Jubilee» and «Come Back, Baby»                                                            |
| 1962 | Three Kings and a Queen — Victoria Spivey                          | Big Joe Williams                     | "Sitting on Top of the World, " and «Wichita»                                                                                            |
| 1962 | Kings and The Queen — Volume 2 Victoria Spivey                     | Big Joe Williams, Victoria Spivey    | |
| 1962 | Broadside Ballads Vol.1                                            | as "Blind Boy Grunt"                 | "John Brown, " "I Will Not Go Down Under the Ground (Let Me Die in My Footsteps) with Happy Traum, " "Only A Hobo, " and «Talking Devil» |
| 1962 | Broadside Ballads Vol.6: Broadside Reunion                         | as "Blind Boy Grunt"                 | «Train A-Travelin',» "Dreadful Day, " "The Ballad of Emmett Till, " and «The Ballad of Donald White»                                     |
| 1969 | At San Quentin                                                     | Джонні Кеш                           | Co-writer of «Wanted Man» |
| 1971 | The Concert for Bangladesh                                         | Джордж Гаррісон & Friends            | Vocals and Guitar on 5 Songs |
| 1971 | Earl Scruggs Performing With His Family And Friends                | Earl Scruggs                         | Guitar on «Nashville Skyline Rag» single (1970), Album (1971) and Documentary also with «East Virginia Blues» (1972)                     |
| 1972 | Rock of Ages                                                       | The Band                             | Vocals on Bonus Material on 2001 Re-release                                                                                              |
| 1972 | A Tribute to Woody Guthrie                                         | Various Artists                      | Vocals on 3 Songs |
| 1972 | David Bromberg                                                     | David Bromberg                       | Harmonica on «Sammy's Song» |
| 1972 | Somebody Else's Troubles                                           | Steve Goodman                        | Piano & Harmony Vocals as Robert Milkwood Thomas on «Somebody Else's Troubles»                                                           |
| 1973 | Roger McGuinn                                                      | Roger McGuinn                        | Harmonica on «I'm So Restless» |
| 1973 | Doug Sahm and Band                                                 | Doug Sahm                            | Guitar and Vocals on "(Is Anybody Going To) San Antone, " "Wallflower, " «Blues Stay Away From Me» and Harp on «Me And Paul»             |
| 1975 | The Dylan/Cash Sessions (Unreleased/Bootleg)                       | Johnny Cash                          | 19 Unreleased Duets from their Nashville Session on February 17&18, 1969                                                                 |
| 1976 | Songs for the New Depression                                       | Бетт Мідлер                          | Duet with Midler on «Buckets of Rain» |
| 1976 | No Reason to Cry                                                   | Ерік Клептон                         | Duet with Clapton on «Sign Language», which he also wrote                                                                                |
| 1977 | Death of a Ladies' Man                                             | Леонард Коен                         | Backing Vocals on «Don't Go Home With Your Hard-On»                                                                                      |
| 1978 | The Last Waltz                                                     | The Band                             | Vocals and Rhythm Guitar on 5 songs |
| 1982 | First Blues                                                        | Аллен Гінзберг                       | Guitar and Vocals on «Going To San Diego», «Vomit Express» and «Jimmy Berman Rag»                                                        |
| 1985 | «Sweet, Sweet Baby (I'm Falling)» UK Single                        | Lone Justice                         | Writer and Harmonica on «Go Away Little Boy»                                                                                             |
| 1985 | We Are the World                                                   | United Support of Artists for Africa | Vocals |
| 1985 | Sun City                                                           | Artists United Against Apartheid     | Vocals |
| 1986 | Kingdom Blow                                                       | Kurtis Blow                          | Vocals on «Street Rock» |
| 1987 | Hearts of Fire Soundtrack                                          | Various Artists                      | Writer and Vocals on 3 Songs |
| 1988 | Folkways: A Vision Shared - A Tribute to Woody Guthrie & Leadbelly | Various Artists                      | Vocals on «Pretty Boy Floyd» |
| 1988 | Rattle and Hum                                                     | U2                                   | Vocals and Co-writer on «Love Rescue Me»                                                                                                 |
| 1988 | Traveling Wilburys Vol. 1                                          | Traveling Wilburys                   | Writer, Vocals and Rhythm Guitar on Various Songs                                                                                        |
| 1990 | Traveling Wilburys Vol. 3                                          | Traveling Wilburys                   | Writer, Vocals and Rhythm Guitar on Various Songs                                                                                        |
| 1991 | Disney: For Our Children                                           | Various Artists                      | Vocals on «This Old Man» |
| 1991 | Sweet Insanity (Unreleased/Bootleg)                                | Браян Вілсон                         | Duet with Wilson on «The Spirit of Rock & Roll» (& Джефф Лінн)                                                                           |
| 1993 | Across the Borderline                                              | Віллі Нельсон                        | Duet with Nelson on «Heartland», which he also Co-wrote with Nelson                                                                      |
| 1994 | Street Angel                                                       | Stevie Nicks                         | Guitar and Harmonica on «Just Like a Woman»                                                                                              |
| 1995 | Till the Night Is Gone: A Tribute to Doc Pomus                     | Various Artists                      | Vocals on «Boogie Woogie Country Girl»                                                                                                   |
| 1997 | The Songs of Jimmie Rodgers: A Tribute                             | Various Artists                      | Vocals on «My Blue Eyed Jane» |
| 1998 | Clinch Mountain Country                                            | Ralph Stanley & Friends              | Duet with Ralph Stanley on «The Lonesome River»                                                                                          |
| 2001 | Timeless: Tribute to Hank Williams                                 | Various Artists                      | Vocals on «I Can't Get You Off of My Mind»                                                                                               |
| 2001 | Good Rockin' Tonight: The Legacy of Sun Records                    | Various Artists                      | Vocals on «Red Cadillac and a Black Moustache»                                                                                           |
| 2001 | Not for Beginners                                                  | Ронні Вуд                            | Guitar on «Interfere» and «King of Kings»                                                                                                |
| 2002 | Kindred Spirits: A Tribute to the Songs of Johnny Cash             | Various Artists                      | Vocals on «Train of Love» |
| 2002 | Postcards of the Hanging                                           | Grateful Dead                        | Vocals on «Man of Peace» |
| 2003 | Gotta Serve Somebody: The Gospel Songs of Bob Dylan                | Various Artists                      | Duet with Mavis Staples on «Gonna Change My Way of Thinking»                                                                             |
| 2004 | Old Crow Medicine Show                                             | Old Crow Medicine Show               | Co-writer of «Wagon Wheel» |
| 2004 |                                                                    | Джин Сіммонс (музикант)              | Co-writer of «Waiting for the Morning Light»                                                                                             |
| 2004 | Enjoy Every Sandwich: The Songs of Warren Zevon                    | Various Artists                      | Vocals on «Mutineer» |
| 2007 | The Traveling Wilburys Collection                                  | Traveling Wilburys                   | Writer, Vocals and Rhythm Guitar on 2 Previously Unreleased Songs and a New Documentary (See Performer Films Below)                      |
| 2011 | The Lost Notebooks of Hank Williams                                | Various Artists                      | Vocals on «The Love that Faded» |
| 2014 | Remedy                                                             | Old Crow Medicine Show               | Co-writer of «Sweet Amarillo» |
| 2014 | Lost on the River: The New Basement Tapes                          | Various Artists                      | Lyricist on 20 Songs from The Basement Tape Sessions of 1967 that were never recorded                                                    |
| 2014 | The Art of McCartney                                               | Various Artists                      | Vocals on «Things We Said Today» |
| 2015 | Dylan, Cash, and The Nashville Cats: A New Music City              | Various Artists                      | 4 Songs including a Previously Unreleased Version of «If Not for You»                                                                    |
| 2018 | He's Funny That Way                                                | Various Artists                      | Rerecording of «She's Funny That Way» on the 'Universal Love' EP, funded by MGM Resorts International                                    |

## Триб'юти
- The 4 Seasons: The 4 Seasons Sing Big Hits By Burt Bacharach… Hal David… Bob Dylan (1965)
- Odetta: Odetta Sings Dylan (1965)
- Джоан Баез: Any Day Now (1968)
- The Hollies:  Hollies Sing Dylan (1969)
- Brothers and Sisters — «Dylan's Gospel» (1969)
- The Byrds: The Byrds Play Dylan (1979/2002)
- Judy Collins: Judy Sings Dylan — Just Like a Woman (1993)
- Various artists: The 30th Anniversary Concert Celebration (Live) (1993)
- Wolfgang Niedecken: Leopardefell (Dylan songs with German lyrics, 1995)
- Various artists: May Your Song Always Be Sung: The Songs of Bob Dylan (1997)
- Steve Howe: Portraits of Bob Dylan (1999)
- Various artists: A Nod to Bob: An Artists' Tribute to Bob Dylan on His 60th Birthday (2001)
- Various artists: May Your Song Always Be Sung Again: The Songs of Bob Dylan Vol. 2 (2001)
- Robyn Hitchcock: Robyn Sings (2002)
- Various artists: May Your Song Always Be Sung: The Songs of Bob Dylan Vol. 3 (2003)
- Various artists: Gotta Serve Somebody: The Gospel Songs of Bob Dylan (2003)
- Various artists: A Reggae Tribute To Bob Dylan: Is It Rolling Bob? (2004)[27]
- Various artists: Dylan Country (2004)
- Martyna Jakubowicz & Voo Voo: Tylko Dylan (2005) (in Polish)
- Les Fradkin: If Your Memory Serves You Well (2006)
- Various artists: Timeless Flyte-The Byrds Dylan Connection (2007)
- Браян Феррі: Dylanesque (2007)
- Ben Sidran Dylan Different (2009)
- Various artists: Subterranean Home Sick Blues: A Tribute to Bob Dylan's Bringing It All Back Home (2010)
- Various artists: Chimes of Freedom: Songs of Bob Dylan Honoring 50 Years of Amnesty International (2012)
- The Чарлі Деніелс Band: Off the Grid: Doin' It Dylan (2014)
- Various artists: Girl from the North Country (Original London Cast Recording, 2017)
- Willie Nile: Positively Bob: Willie Niles sings Bob Dylan (2017)
- Джоан Осборн: Songs of Bob Dylan (2017)

## Фільми

### Документальні
- Dont Look Back (1967)
- Eat the Document (1972)
- No Direction Home (2005)
- 65 Revisited (2007)
- Trouble No More: A Musical Film (2017)

### Як актор
- BBC Sunday-Night Play: The Madhouse on Castle Street (1963) (partial audio only, film lost)
- Pat Garrett & Billy the Kid (1973)
- Renaldo and Clara (1978)
- Hearts of Fire (1987)
- Backtrack aka Catchfire (1990)
- Paradise Cove (1999)
- Masked and Anonymous (2003)

### Домашнє відео
- Hard to Handle: Bob Dylan with Tom Petty and the Heartbreakers Laserdisc/VHS (1986)
- Bob Dylan: The 30th Anniversary Concert Celebration Laserdisc/VHS/DVD/Blu-ray (1993) #40 U.S.
- MTV Unplugged: Bob Dylan Laserdisc/VHS/DVD (1995)
- Gotta Serve Somebody: The Gospel Songs of Bob Dylan DVD (2006)
- The Other Side of the Mirror: Bob Dylan at the Newport Folk Festival DVD/Blu-ray (2007)

### Як виконавець
- Festival (1967)
- Джонні Кеш! The Man, His World, His Music (1969)
- The Concert for Bangladesh (1972)
- Earl Scruggs: The Bluegrass Legend — Family & Friends (1972)
- The Last Waltz (1978)
- USA For Africa: We Are the World: The Video Event (1985)
- Live Aid (1985)
- Віллі Нельсон: The Big Six-0 (1993)
- Woodstock '94 (1995)
- Eric Clapton & Friends In Concert: A Benefit for the Crossroads Centre at Antigua (1999)
- Віллі Нельсон and Friends — Outlaws & Angels (2004)
- The True History of the Traveling Wilburys DVD (2007)

### Біографічні
- Dylan Speaks: The Legendary Press Conference in San Francisco (1965) (DVD 2006)
- Biography: Bob Dylan: The American Troubadour (August 2000), directed by Stephen Crisman
- American Masters: No Direction Home (July 2005), directed by Мартін Скорсезе
- I'm Not There (November 2007), directed by Тодд Гейнс

### Виступи на телебаченні
- Folk Songs and More Folk Songs (1963) (Westinghouse TV Special) (2 songs are on the special features of the No Direction Home DVD.)
- Марш на Вашингтон Broadcast (1963)
- Quest: The Times They Are A-Changin' (1964) (Канада, CBC TV Special) (1 song is on special features of the No Direction Home DVD.)
- The New Steve Allen Show (1964) (aka The Steve Allen Westinghouse Show)
- Tonight (1964) (BBC TV)
- Bob Dylan: Боб Ділан Live In Concert (1965) (BBC TV Special) (audio only, video lost)
- The Джонні Кеш Show (1969) (Episode 1: June 7) (DVD 2007)
- Soundstage: The World of John Hammond (1975)
- Hard Rain (1976) (TV Special with Джоан Баез)
- Суботнього вечора в прямому ефірі (1979) (DVD 2009)
- 22nd Annual Grammy Awards (1980)
- Late Night with David Letterman (1984)
- An All-Star Celebration Honoring Мартін Лютер Кінг (1986)
- 33rd Annual Grammy Awards (1991)
- Пізнє шоу з Девідом Леттерманом (1993)
- Mastercard Masters of Music Concert for the Prince's Trust (1996)
- 40th Annual Grammy Awards (1998)
- Оскар (73-тя церемонія вручення) (2001)
- 53rd Annual Grammy Awards (2011)
- Пізнє шоу з Девідом Леттерманом (2015)

### Появи в документальних фільмах
- John & Yoko in Syracuse, New York (1972)
- Runaway America (1982)
- Марш на Вашингтон: Commemoration of Martin Luther King's '63 March (1983)
- We Are the World: The Story Behind The Song (1985)
- Sun City: Artists United Against Apartheid (1985)
- Great Performances: Celebrating Gershwin: 'S Wonderful (1987)
- A Vision Shared - A Tribute to Вуді Гатрі & Leadbelly (voice) (1988)
- Роббі Робертсон: Going Home (1995)
- We Are the World: A 10th Anniversary Tribute (1995)
- The History of Rock 'n' Roll (1995)
- Biography: Richard Pryor: Comic on the Edge (1996)
- World Tour 1966: The Home Movies (2003)
- Apollo at 70: A Hot Night in Harlem (2004)
- Concert For Bangladesh Revisited with Джордж Гаррісон and Friends (2005)
- Bob Dylan 1975—1981: Rolling Thunder and the Gospel Years (2006)
- The Legend of Liam Clancy (2006)
- American Masters: Andy Warhol: A Documentary Film (2006)
- Pete Seeger: The Power of Song (2007)
- Tom Petty and the Heartbreakers: Runnin' Down a Dream (2007)
- Inside Bob Dylan's Jesus Years: Busy Being Born… Again! (2008)
- The Power of Their Song: The Untold Story of Latin America's New Song Movement (2008)
- Patti Smith: Dream of Life (2008)
- Джонні Кеш's America (2008)
- Bob Dylan Never Ending Tour Diaries: Drummer Winston Watson's Incredible Journey (2009)
- American Masters: Джоан Баез: How Sweet the Sound (2009)
- The People Speak (2009)
- Phil Ochs: There but for Fortune (2010)
- Bob Dylan Revealed (2011)
- Down in the Flood: Bob Dylan, The Band & The Basement Tapes (2012)
- The March (2013)
- Sweet Blues: A Film About Mike Bloomfield (2013)
- Born in Chicago (2014)
- Lost Songs: The Basement Tapes Continued (voice-over interview) (2014)
- The Basement Tapes: The Legendary Tale (2014)
- Mavis! (2015)
- Dylan on 'Dont Look Back' (2015)

### Оригінальні саундтреки
Note: This section lists only the films for which Dylan made new recordings, or films which use Dylan's previously unreleased material.
- Pat Garrett and Billy the Kid (1973); wrote soundtrack
- Band of the Hand (1986); contributed «Band of the Hand»
- Hearts of Fire (1987); contributed 3 songs
- Flashback (1990); contributed cover of «People Get Ready»
- Природжені вбивці (1994); unreleased outtake «You Belong to Me»
- Feeling Minnesota (1996); contributed cover of «Ring of Fire»
- Джеррі Магуайер (1996); contributed «Shelter from the Storm (Alternate Version)»
- The '60s (TV movie) (1999); contributed duet with Джоан Осборн of «Chimes of Freedom»
- The Ballad of Ramblin' Jack (2000); contributed duet with Ramblin' Jack Elliott of «Acne»
- Wonder Boys (2000); contributed with «Things Have Changed» and 3 other songs
- Клан Сопрано — Peppers and Eggs (Various artists, 2001) — contributed with a version of Dean Martin's «Return to Me»
- Divine Secrets of the Ya-Ya Sisterhood (2002); contributed with «Waitin' for You»
- Masked and Anonymous (2003); contributed with new recordings of 3 of his own songs and a cover of «Dixie»
- Gods and Generals (2003); contributed with «Cross the Green Mountain»
- North Country (2005); contributed with «Tell Ol' Bill» and 3 other songs
- I'm Not There (2007); unreleased song from the 1967 Basement Tapes, «I'm Not There»
- Lucky You (2007); contributed with «Huck's Tune» and 1 other song
- The People Speak (TV documentary, 2009) — contributed with Вуді Гатрі's Do Re Mi
- NCIS: The Official TV Soundtrack — Vol. 2 (2009); unreleased song from the 1965 Bringing It All Back Home sessions, «California.»
- Hawaii Five-0 (TV series, 2011); unreleased song from the 1981 Shot of Love sessions, «Don't Ever Take Yourself Away»
- Всередині Люїна Дейвіса (2013); contributed «Farewell» (Unreleased Studio Version)

### Саундтреки
Note: This section lists notable uses of Dylan's previously recorded material in films.
- More American Graffiti (1979); «Just Like a Woman» and «Like a Rolling Stone»
- Where The Buffalo Roam (1980); «Highway 61 Revisited»
- New York Stories (1989); «Like a Rolling Stone» (Live with The Band)
- Форрест Гамп (1994); «Rainy Day Women #12 & 35»
- Великий Лебовські (1998); «The Man in Me»
- Fear and Loathing in Las Vegas (1998); «Stuck Inside of Mobile with the Memphis Blues Again»
- Touched By An Angel (1998); «Dignity» (Alternate Version)
- Another Day in Paradise (1998); «Every Grain of Sand»
- Клан Сопрано (1999); «Gotta Serve Somebody»
- The Hurricane (1999); «Hurricane»
- American Beauty (1999); «All Along The Watchtower» (film only, not on the soundtrack release)
- High Fidelity (2000); «Most of the Time»
- Blow (2001); «All the Tired Horses»
- American Roots Music (2001); «The Times They Are a-Changin'»
- Bandits (2001); «Tweedle Dee & Tweedle Dum»
- Родина Тененбаумів (2001); «Wigman»
- Ванільне небо (2001); «4th Time Around»
- Moonlight Mile (2002); «Buckets of Rain»
- Wonderland (2003); «Quinn the Eskimo (The Mighty Quinn)»
- Мартін Скорсезе Presents — The Blues: A Musical Journey (2003); «Highway 61 Revisited»
- Мартін Скорсезе Presents — The Blues: Godfathers And Sons (2003); «Maggie's Farm»
- Songs And Artists That Inspired Фаренгейт 9/11 (2004); «With God on Our Side»
- Songs Inspired By Страсті Христові (фільм) (2004); «4th Time Around»
- Joe Strummer: The Future Is Unwritten (2007); «Corrina, Corrina»
- Gonzo: The Life and Work of Dr. Hunter S. Thompson (2008); «Maggie's Farm» (Live at the Newport Folk Festival) and «Mr. Tambourine Man»
- Watchmen (2009); «The Times They Are a-Changin'»
- Away We Go (2009); «Meet Me in the Morning»
- Реальна кров Vol. 2 (2010); «Beyond Here Lies Nothin'»
- The Help (2011); «Don't Think Twice, It's All Right»
- Збірка промінців надії (2012); «Girl from the North Country» (Duet with Джонні Кеш)
- Savages (2012); «Romance in Durango»
- Not Fade Away (2012); «She Belongs to Me»
- Boyhood (2014); «Beyond the Horizon»
- St. Vincent (2014); «Shelter from the Storm»
- Rock the Kasbah (2015); «Romance in Durango»
- Божевільні (телесеріал) (2015); «Don't Think Twice, It's All Right»
- Steve Jobs (2015); «Rainy Day Women #12 & 35» and «Shelter from the Storm»
- Справжній детектив (телесеріал) (2015); «Rocks and Gravel»
- Поганий Санта 2 (2016); «Winter Wonderland»
- Passengers (2016); «Like a Rolling Stone» (film only)
- Manchester by the Sea (2016); «Lily, Rosemary and the Jack of Hearts» (film only)

## Книги
- Tarantula (1971)
- Writings and Drawings (1972)
- Lyrics: 1962—1985 (1985)
- Drawn Blank (1994)
- The Definitive Bob Dylan Songbook (2003)
- Chronicles: Volume One (2004)
- Lyrics: 1962—2001 (2004)
- The Bob Dylan Scrapbook, 1956—1966 (2005) (credited to Dylan, although the text was written by Robert Santelli of the Experience Music Project)
- The Lyrics: Since 1962 (2014)[28]

## Нотатки
- Album Chart History: Bob Dylan Billboard 200
- Bjoerner, Olof, «Bob Dylan: Still On The Road: Recording SESSIONS» [Архівовано 26 вересня 2012 у WebCite]
- Heylin, Clinton, Bob Dylan: The Recording Sessions 1960-94 [Архівовано 22 липня 2011 у Wayback Machine.]. Penguin. UK; St Martin's Press, US, 1995. ISBN 0-312-13439-8
- Krogsgaard, Michael. Positively Bob Dylan: A Thirty Year Discography, Concert, and Recording Session Guide, 1960—1991. Ann Arbor: Popular Culture, Ink., 1991. ISBN 1560750006 (previously published in Europe by Scandinavian Society for Rock Research)